# NGC 4687
NGC 4687 је елиптична галаксија у сазвежђу Ловачки пси која се налази на NGC листи објеката дубоког неба.
Деклинација објекта је + 35° 21' 7" а ректасцензија 12h 47m 23,8s. Привидна величина (магнитуда) објекта NGC 4687 износи 13,2 а фотографска магнитуда 14,2. Налази се на удаљености од 8,4000 милиона парсека од Сунца. NGC 4687 је још познат и под ознакама UGC 7958, MCG 6-28-31, MK 442, CGCG 188-21, KUG 1244+356, PGC 43157.